# Andreï Tchmil
Andreï Tchmil (russe : Андрей Чмиль, ukrainien : Андрій Чміль, roumain : Andrei Cimili), né le 22 janvier 1963 à Khabarovsk (Russie, alors URSS) est un coureur cycliste professionnel de 1989 à 2002. D'abord soviétique, il a ensuite eu les nationalités russe, moldave et ukrainienne, avant d'être naturalisé belge. Il a couru pour ces cinq nations.
Après une carrière fructueuse, il a repris la nationalité moldave et a continué à se consacrer au sport, occupant diverses fonctions au sein du sport moldave depuis 2005 et étant président puis manager de l'équipe Katusha de 2008 à 2011.

## Carrière sur route

### Débuts amateurs en Union soviétique (avant 1989)
Durant cette période, Tchmil ne dispute que très peu de courses à l'extérieur de l'U.R.S.S, il ne participe pas aux grandes courses du calendrier amateur international comme la Course de la Paix. La fermeture du pays à l'occident durant cette période fait qu'il est très difficile de se faire une idée sur sa carrière en amateur. Toutefois en 1987, il gagne le Grand Prix International La Farola à Cuba ainsi qu'une étape de la Vuelta a Colombia.

### Débuts professionnels (1989-93)
C'est à 26 ans qu'Andreï Tchmil signe son premier contrat professionnel dans l'équipe Alfa Lum, équipe qui a pour propriété de ne recruter que des coureurs soviétiques à partir de 1989. Dimitri Konyshev, Piotr Ugrumov, Sergueï Soukhoroutchenkov et d'autres cyclistes rompus aux joutes des courses amateurs d'Europe de l'Est font aussi partie de l'aventure rendue possible par la glasnost. En 1989, tous ces coureurs logent alors dans un ancien hôtel proche de Rimini, mis à leur gracieuse disposition par leur sponsor. Ils gagnent 450 roubles sur leur compte en U.R.S.S. , soit l'équivalent de 12 € de 2014, plus 500 dollars payés en Italie. Ces premiers professionnels soviétiques sont en liberté surveillée, puisqu'ils doivent encore fréquenter les banquets du parti communiste italien. Mais devant la grogne de certains coureurs, des primes pour bons résultats seront régulièrement versées. Chez Alfa Lum, Tchmil est surtout cantonné à un rôle d'équipier mais il décroche tout de même une sixième place à la Coppa Placci ainsi qu'un podium au Tour de Vénétie en 1989. Puis des deuxièmes places au Grand Prix Pino Cerami et surtout dans la cinquième étape du Tour d'Italie en 1990. L'équipe disparaissant à la fin de la saison 1990, il signe un contrat d'une année en faveur de SEFB-Saxon-Gan.
C'est en 1991 qu'il va obtenir ses premiers résultats probants et surtout ses deux premières victoires professionnelles. Dès le début de la saison, en mars, il prend la huitième place de la Flèche brabançonne avant de remporter quinze jours plus tard le Grand Prix Pino Cerami. Au mois d'août, il termine à la troisième place de la Coppa Bernocchi et à la sixième du Championnat de Zurich, épreuve comptant pour la Coupe du monde. En fin de saison, il remporte sa deuxième victoire professionnelle : Paris-Bourges. En cette année 1991, il inscrit son nom au palmarès du championnat d'URSS dont il reste, à jamais, le dernier vainqueur.
En 1992, il signe chez GB-MG Maglificio de Patrick Lefevere. Même s'il ne gagne aucune course dans cette équipe, il continue sur sa série de bons résultats. Cette année-là, il finit notamment quatrième de Paris-Tours et troisième du Tour d'Irlande. Pour sa deuxième saison dans cette équipe, il voit l'arrivée dans l'équipe GN-MG du spécialiste des classiques Johan Museeuw. Tchmil termine deuxième de Tirreno-Adriatico, mais est évincé de la sélection pour Milan-San Remo, où Museeuw est désigné seul leader. Cet épisode marque le début de la rivalité entre les deux coureurs. Le Moldave est ensuite troisième de la Flèche brabançonne puis sixième du championnat du monde sur route à Oslo. Lors de ces mondiaux, il refuse d'aider Museeuw, finalement quatrième et est rebaptisé « Judas » par la presse flamande. Après cela, il est deuxième du Championnat des Flandres et de la Course des raisins, deux courses où Museeuw se classe troisième. À la fin de la saison, il signe chez l'équipe belge Lotto.

### Chez Lotto: le vainqueur de classiques (1994-2002)
Grand coureur de classiques, il a remporté pour l'équipe Lotto le Grand Prix E3 en 1994 et 2001, Paris-Roubaix en 1994, le Grand Prix de Plouay en 1994, Paris-Tours en 1997, Milan-San Remo en 1999 et le Tour des Flandres en 2000.
En 1995, Tchmil commence sa saison par l'Étoile de Bessèges, dont il prend la deuxième place derrière Sergueï Outschakov. Il est également monté sur le podium de Tirreno-Adriatico (1993), du Tour des Flandres (1994, 1995, 1997), du Het Volk (1995, 1997), de Paris-Roubaix (1995), de Paris-Tours (1995, 2000), du Grand Prix de Plouay (1996), du Grand Prix E3 (1999), de Gand-Wevelgem (1997), du Championnat de Zurich (1999) et de la Classique de Saint-Sébastien (2000).
Sa régularité a été récompensée par le classement général de la Coupe du monde de cyclisme sur route 1999, dont il a été deuxième en 1995 et 2000, troisième en 1994 et sixième en 1997 et 1998. Il a figuré dans le top 10 du Classement UCI en 1995 (10e), 1997 (6e), 1999 (4e) et 2000 (9e). Lors des Championnats du monde de Plouay en 2000, il est repris à cent mètres de la ligne par le peloton, réglé par Romans Vainsteins. Il n'a en revanche jamais brillé sur le Tour de France.
Andreï Tchmil a été détenteur du Ruban jaune à la suite de sa victoire dans Paris-Tours en 1997 à la vitesse record de 47,168 km/h. Ce record lui est resté jusqu'à ce qu'il soit battu en 2003 par Erik Zabel, également sur Paris-Tours.

#### Vainqueur du Tour des Flandres (2000)
Il commence la saison lors de l'Étoile de Bessèges puis au Tour d'Andalousie au cours desquels il fait trois top cinq sur les étapes. Il participe ensuite au week-end d'ouverture en Belgique avec une huitième place sur le Circuit Het Volk puis une victoire en solitaire lors de Kuurne-Bruxelles-Kuurne devant son compatriote Geert Van Bondt et l'Estonien Jaan Kirsipuu. Quelques jours plus tard il prend le départ de Paris-Nice qu'il termine 30e.
Il commence ensuite la saison des classiques avec une 18e place au sprint lors de Milan-San Remo, terminant dans le même temps que le vainqueur, l'Allemand Erik Zabel. Après une 11e place lors du Grand Prix E3, il termine quatrième des Trois Jours de La Panne à moins d'une minute du vainqueur le Russe Viatcheslav Ekimov. Il prend alors le départ du Tour des Flandres parmi les favoris de l'épreuve. Il attaque deux fois dans le final de la course, une fois sur le Bosberg puis un peu plus loin, partant en solitaire à neuf kilomètres du but. Il conserve quelques secondes sur la ligne et s'impose seul devant l'Italien Dario Pieri et le Letton Romāns Vainšteins.

## Nationalité et licence sportive
Andreï Tchmil a connu de nombreuses licences sportives. Il est d'abord coureur soviétique de 1989 à 1991, puis russe en 1992. Il prend une licence moldave en 1993 et 1994, puis ukrainienne pour les championnats du monde 94. Il reste avec licence ukrainienne de 1995 à 1997. Pendant toutes ces années, il est cependant titulaire de la nationalité russe.
En mai 1997, il choisit de demander la nationalité belge, son pays d'adoption, « parce que se lever à 5 heures du matin pour aller faire la queue à la police afin d’obtenir un visa, ce n’est pas quelque chose que je veux imposer à mes enfants plus tard ». Il l'obtient en 1998. Deux ans plus tard, il remporte le Tour des Flandres, la classique la plus importante pour un Flamand.

## Après-carrière
Après avoir raccroché le vélo, il a brièvement conseillé l'équipe Chocolat Jacques en 2003. Dépité par l'absence d'obéissance des coureurs, il cesse sa relation avec l'équipe. À partir de 2004, à la demande de l'Union cycliste internationale, il s'attelle à la création de centres de cyclisme en Europe de l'Est.
Il participe également au développement du sport moldave. Fin 2005, il est nommé premier vice-président du comité olympique national, avec le titre de directeur général de l'Agence sportive. Le 20 septembre 2006, Tchmil est officiellement nommé par le premier ministre moldave Vasile Tarlev directeur de cette agence (roumain : Agenția Sportului a Republicii Moldova). Sa mission est d'organiser une administration encore embryonnaire aux infrastructures défaillantes et de préparer le pays pour les Jeux olympiques de 2008. Il quitte ce poste après les Jeux Olympiques, sur le bilan mitigé d'une médaille de bronze pour le boxeur Veaceslav Gojan. Il continue néanmoins à s'impliquer dans le sport moldave en devenant en 2009 président de la Fédération moldave de cyclisme, au budget limité.
Entretemps, Tchmil développe un de ses autres projets : créer la première grande équipe cycliste professionnelle russe. Sur l'ossature de l'équipe continentale professionnelle russe Tinkoff Credit Systems, il développe au long de l'année 2008 l'équipe Pro Tour Katusha, dont il est nommé président. Au 1er avril 2009, il en devient également manager général, après le départ de Stefano Feltrin, qui occupait le poste depuis 2007. En septembre 2011, Tchmil annonce son remplacement par Hans-Michael Holczer, manager de Gerolsteiner de 1998 à 2008 ; l'ancien haut fonctionnaire désire en effet se consacrer à la campagne pour la présidence de l'UCI, en vue de l'élection de 2012. Finalement, il décide de ne pas être candidat à la présidence de l'UCI mais plutôt à celle de l'UEC où il sera battu par le Français David Lappartient en mars 2013.
Le 4 avril 2020, vingt années après son succès dans le Tour des Flandres, il annonce avoir été opéré d'une tumeur cancéreuse à Brescia, par le Professeur Baiocchi.

## Palmarès
| - 1987 - 3e étape du Tour de Colombie - Premio Internacional La Farola - 1989 - 2e du Grand Prix de l'industrie et du commerce de Prato - 3e du Tour de Vénétie - 1990 - 2e du Grand Prix Pino Cerami - 1991 - Championnat d'URSS sur route - Grand Prix Pino Cerami - Classement général de Paris-Bourges - 3e du Tour du Nord-Ouest de la Suisse - 3e de la Coppa Bernocchi - 6e du Championnat de Zurich - 1992 - 2e de la Coppa Sabatini - 3e du Tour d'Irlande - 4e de Paris-Tours - 1993 - 2e de Tirreno-Adriatico - 2e du Championnat des Flandres - 2e de la Course des raisins - 2e du Omloop van de Westkust - 3e de la Flèche brabançonne - 3e du Tour de Campanie - 6e du championnat du monde sur route - 1994 - Grand Prix E3 - 2e étape des Trois Jours de La Panne - Paris-Roubaix - 4e étape du Tour de Burgos - 3eb étape du Tour de Grande-Bretagne - Grand Prix de Plouay - 3e du Tour des Flandres - 3e des Quatre Jours de Dunkerque - 3e de la Coupe du monde - 4e de Gand-Wevelgem - 5e de la Classique de Saint-Sébastien - 9e de Milan-San Remo - 1995 - Paris-Camembert - 1re étape du Critérium du Dauphiné libéré - 1re étape du Tour de Burgos - Tour du Limousin : - Classement final - 1re étape - 2e de Paris-Tours - 2e de Paris-Roubaix - 2e de l'Étoile de Bessèges - 2e de la Coupe du monde - 3e du Tour des Flandres - 3e du Circuit Het Volk - 7e de Paris-Nice - 7e de la Leeds International Classic - 1996 - 6e étape de Paris-Nice - 2e étape des Trois Jours de La Panne - Veenendaal-Veenendaal - 4e étape du Tour de Luxembourg - 1re et 2e étapes du Tour de Galice - 2e du Tour de Galice - 3e du Grand Prix de Plouay - 3e du Grand Prix d'ouverture La Marseillaise - 6e du Tour des Flandres - 6e de Paris-Roubaix - 6e de l'Amstel Gold Race - 8e de Paris-Nice - 10e de Milan-San Remo | - 1997 - À travers la Belgique - Mémorial Rik Van Steenbergen - Course des raisins - Paris-Tours - 2e de Gand-Wevelgem - 2e de Paris-Bruxelles - 2e du Grand Prix du canton d'Argovie - 3e du Grand Prix de l'Escaut - 4e du Tour des Flandres - 4e de Paris-Roubaix - 8e de l'Amstel Gold Race - 1998 - Trophée Luis Puig - Kuurne-Bruxelles-Kuurne - 6e et 7e étapes de Paris-Nice - 5e étape du Tour de Burgos - 2e du Mémorial Rik Van Steenbergen - 3e du Tour des Flandres - 3e du Circuit Het Volk - 3e de À travers la Belgique - 4e de Gand-Wevelgem - 5e de Milan-San Remo - 8e de l'Amstel Gold Race - 1999 - Coupe du monde - 2e étape de Paris-Nice - Milan-San Remo - 4ea étape du Tour de la Région wallonne - 2e du Grand Prix E3 - 2e de Paris-Bourges - 2e de la Prueba Villafranca de Ordizia - 3e du Championnat de Zurich - 3e de Kuurne-Bruxelles-Kuurne - 3e de l'Étoile de Bessèges - 3e du Tour de la Région wallonne - 4e de la Classique de Saint-Sébastien - 7e du Tour des Flandres - 8e de Paris-Roubaix - 9e de Paris-Tours - 2000 - Kuurne-Bruxelles-Kuurne - Tour des Flandres - 2e étape du Tour de Burgos - Coppa Sabatini - 2e de Paris-Tours - 2e de la Classique de Saint-Sébastien - 2e de la Course des raisins - 2e de la Coupe du monde - 2001 - Grand Prix Bruno Beghelli - Grand Prix E3 - 8e de Paris-Roubaix - 9e du Tour des Flandres - 2002 - 3e étape du Tour de Belgique - 7e de Milan-San Remo |  |

## Résultats sur les grands tours

### Tour d'Italie
3 participations
- 1989 : 93e
- 1990 : 97e
- 1993 : 101e

### Tour de France
5 participations
- 1994 : non partant (20e étape)
- 1995 : 71e
- 1996 : 77e
- 1997 : hors délai (14e étape)
- 1998 : non partant (16e étape)

### Tour d'Espagne
3 participations
- 1990 : 106e
- 1998 : abandon (20e étape)
- 1999 : abandon (5e étape)

## Distinction
- Vélo de cristal : 2000